# HMS Curzon (K513)
HMS Curzon (K513) là một tàu frigate lớp Captain của Hải quân Hoàng gia Anh hoạt động trong Chiến tranh Thế giới thứ hai. Nó nguyên được Hoa Kỳ chế tạo như chiếc DE-84 (chưa đặt tên), một tàu hộ tống khu trục lớp Buckley, và chuyển giao cho Anh Quốc theo Chương trình Cho thuê-Cho mượn (Lend-Lease). Tên nó được đặt theo Đô đốc Henry Curzon (1765-1846), hạm trưởng chiếc HMS Pallas (1793) và đã từng tham gia các cuộc Chiến tranh Độc lập Hoa Kỳ, Chiến tranh Cách mạng Pháp và Chiến tranh Napoleon. Nó đã phục vụ cho đến khi chiến tranh kết thúc tại Châu Âu, hoàn trả cho Hoa Kỳ năm 1946, và cuối cùng bị bán để tháo dỡ vào năm 1946.

## Thiết kế và chế tạo
Buckley là một trong số sáu lớp tàu hộ tống khu trục được Hải quân Hoa Kỳ chế tạo nhằm đáp ứng nhu cầu hộ tống vận tải trong Thế Chiến II, sau khi Hoa Kỳ chính thức tham chiến vào cuối năm 1941. Chúng hầu như tương tự nhau, chỉ với những khác biệt về hệ thống động lực và vũ khí trang bị. Động cơ của phân lớp Backley bao gồm hai turbine hơi nước General Electric để dẫn động hai máy phát điện vận hành hai trục chân vịt, và dàn vũ khí chính bao gồm 3 khẩu pháo pháo 3 in (76 mm)/50 cal.
Những chiếc phân lớp Buckley (TE) có chiều dài ở mực nước 300 ft (91 m) và chiều dài chung 306 ft (93 m); mạn tàu rộng 37 ft 1 in (11,30 m) và độ sâu mớn nước khi đầy tải là 11 ft 3 in (3,43 m). Chúng có trọng lượng choán nước tiêu chuẩn 1.430 tấn Anh (1.450 t); và lên đến 1.823 tấn Anh (1.852 t) khi đầy tải. Hệ thống động lực bao gồm hai nồi hơi và hai turbine hơi nước General Electric công suất 13.500 mã lực (10.100 kW), dẫn động hai máy phát điện công suất 9.200 kilôwatt (12.300 hp) để vận hành hai trục chân vịt;  công suất 12.000 hp (8.900 kW) cho phép đạt được tốc độ tối đa 23 kn (26 mph; 43 km/h). Con tàu mang theo 359 tấn Anh (365 t) dầu đốt, cho phép di chuyển đến 6.000 nmi (6.900 mi; 11.000 km) ở vận tốc đường trường 12 kn (14 mph; 22 km/h).
Vũ khí trang bị bao gồm pháo 3 in (76 mm)/50 cal trên ba tháp pháo nòng đơn đa dụng (có thể đối hạm hoặc phòng không), gồm hai khẩu phía mũi và một khẩu phía đuôi. Vũ khí phòng không tầm gần bao gồm hai pháo Bofors 40 mm và tám pháo phòng không Oerlikon 20 mm. Con tàu có ba ống phóng ngư lôi Mark 15 21 inch (533 mm). Vũ khí chống ngầm bao gồm một dàn súng cối chống tàu ngầm Hedgehog Mk. 10 (có 24 nòng và mang theo 144 quả đạn); hai đường ray Mk. 9 và bốn máy phóng K3 Mk. 6 để thả mìn sâu. Thủy thủ đoàn đầy đủ bao gồm 200 sĩ quan và thủy thủ.
Curzon được đặt lườn như là chiếc DE-84 tại xưởng tàu của hãng Bethlehem-Hingham Steel Shipyard ở Hingham, Massachusetts vào ngày 23 tháng 6, 1943 và được hạ thủy vào ngày 18 tháng 9, 1943. Con tàu được chuyển giao cho Anh Quốc và nhập biên chế cùng Hải quân Anh như là chiếc HMS Curzon (K513) vào ngày 20 tháng 11, 1943 dưới quyền chỉ huy của Hạm trưởng, Thiếu tá Hải quân Allen Augustus Diggens.

## Lịch sử hoạt động

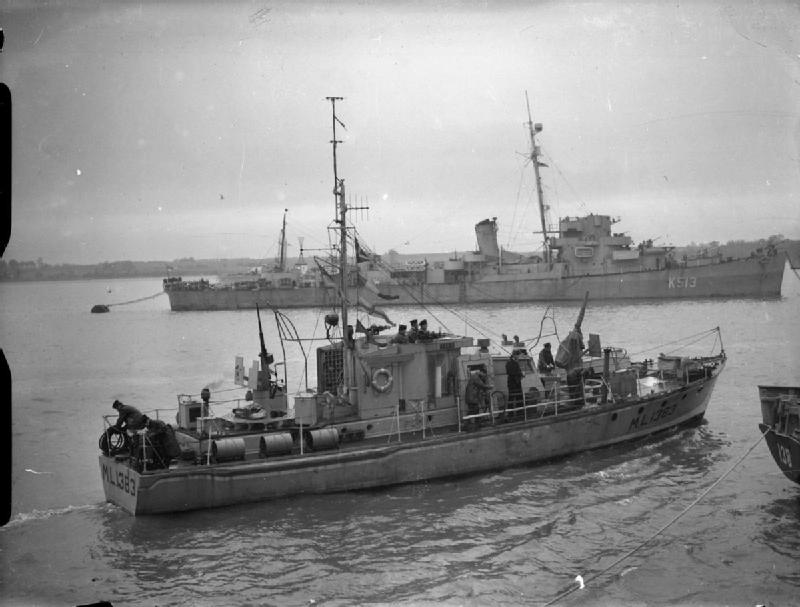
HMS Curzon (phía sau) tại cảng Harwich

Curzon được điều động dưới quyền Bộ chỉ huy Nore và phục vụ cùng Đội hộ tống 16 đặt căn cứ tại Sheerness cho nhiệm vụ hộ tống vận tải ven biển. Nó không tham dự trực tiếp vào cuộc đổ bộ Normandy vào ngày 6 tháng 6, 1944, nhưng sau đó đã hộ tống các tàu chở quân vận chuyển lực lượng tăng viện đi sang các bãi đổ bộ. Vào ngày 21 tháng 7, nó phối hợp cùng tàu chị em Ekins (K552) tấn công bằng mìn sâu và súng cối chống tàu ngầm Hedgehog đánh chìm tàu ngầm U-boat Đức U-212 tại vị trí về phía Nam Beachy Head, tại tọa độ 50°27′B 00°13′T / 50,45°B 0,217°T; toàn bộ 49 thành viên thủy thủ đoàn của U-212 đều tử trận.
Đến cuối năm 1944, nó chuyển sang hoạt động như tàu Frigate Kiểm soát Lực lượng Duyên hải, chỉ huy một chi hạm đội xuồng phóng lôi hoạt động tại eo biển Manche và Bắc Hải nhằm đối phó các tàu E-Boat đối phương.
Vào đêm 22-23 tháng 12, Curzoncùng với tàu chị em Torrington (K577), tàu khu trục Walpole (D41) và tàu xà lúp Kittiwake (L30) đang tuần tra ngoài khơi Ostend khi họ đụng độ với một tốp tàu E-boat rải mìn. Curzon đã đánh chìm S912 và làm hư hại hai chiếc khác. Đến đêm 14-15 tháng 1, 1945, nó tuần tra cùng với tàu khu trục Cotswold (L54) ngoài khơi khi một tốp tàu E-boat tấn công một đoàn tàu vận tải bằng ngư lôi tầm xa; Curzon và Cotswold đã phản công buộc đối phương phảiphân tán và rút lui. Lúc 01 giờ 27 phút ngày 17 tháng 1, Curzon và Cotswold đang tuần tra ngoài khơi cửa sông Scheldt khi họ bắt được tín hiệu radar của hai tốp tàu E-boat. Cotswold tấn công tốp ở gần hơn trong khi Curzon rút ngắn khoảng cách với tốp kia xuống còn 3.000 yd (2.700 m) trước khi khai hỏa. Đối phương thả màn khói ngụy trang và rút lui hết tốc độ về vùng biển nông; sau đó đối phương tập hợp lại đội hình và tìm tách tấn công lần nữa, nhưng bị đẩy lui.
Curzon sau đó được tái trang bị tại Tilbury trong tháng 2, 1945. Khẩu pháo QF 2-pounder "pom pom" trước mũi được tháo dỡ; hai khẩu Oerlikons 20 mm trước cầu tàu được thay bằng hai khẩu đội Bofors 40 mm; và pháo 3 inch/50 caliber được bổ sung lá chắn mảnh đạn.
Sau khi chiến tranh kết thúc tại châu Âu vào tháng 5, Curzon được tái trang bị trước khi được phái sang phục vụ cùng Hạm đội Thái Bình Dương. Tuy nhiên, do Nhật Bản đã chấp nhận đầu hàng vào ngày 15 tháng 8 giúp kết thúc cuộc xung đột, việc thuyên chuyển bị hủy bỏ và nó ở lại vùng biển nhà trước khi hoàn trả cho Hoa Kỳ.
Curzon được chính thức hoàn trả cho Hoa Kỳ vào ngày 27 tháng 3, 1946, nhằm giảm bớt chi phí mà Anh phải trả cho Hoa Kỳ trong Chương trình Cho thuê-Cho mượn (Lend-Lease). Do dư thừa so với nhu cầu về tàu chiến sau khi chiến tranh đã chấm dứt, nó được rút tên khỏi danh sách Đăng bạ Hải quân Hoa Kỳ vào ngày 1 tháng 5, 1946, và cuối cùng bị bán để tháo dỡ vào ngày 4 tháng 11, 1946.